# Spejderbevægelsen
 "Spejder" omdirigeres hertil. For den militære betydning, hvor en gruppe særlige soldater undersøger terrænet forude og måske får føling med, hvor fjenden befinder sig, se Rekognoscering.
Spejderbevægelsen er en verdensomspændende ungdomsorganisation, som blev stiftet af Lord Robert Baden-Powell, da han i 1907 tog 21 drenge med på lejr til øen Brownsea Island; bevægelsen havde dermed 100-års jubilæum i 2007. Formålet med bevægelsen er at udvikle og opdrage børn og unge til ansvarlige mennesker. Væsentlige metoder hertil er friluftsliv og patruljesystemet. Den oprindelige spejderbevægelse var kun for drenge, mens den tilsvarende for piger blev stiftet i 1910.
Den internationale spejderbevægelse har tre hovedprincipper:
- Duty to self
- Duty to others
- Duty to God

Spejdere er sædvanligvis fra 6-7 år til 23-25 år og kan herefter fortsætte som leder, hjælper eller i specialenheder for voksne. De fleste spejderkorps optager både piger og drenge, omend enkelte lokale grupper eller hele korps kønsopdeler spejderne. Spejdere tager på spejderlejre hele året. Tit arrangeres der store internationale spejderlejre også kaldet jamborees.
Spejderbevægelsen beskæftiger sig med spejdermetoden, der er et program bestående af uformel undervisning med vægt på praktiske, udendørs aktiviteter, inklusive lejrliv, skovkyndighed, vandaktiviteter, hejker, rygsækturer og sport. Et anden letgenkendeligt karakteristika er spejderuniformen, som har til hensigt at skjule alle de forskellige sociale uligheder i et land. Alle spejdere har ligeledes et tørklæde og i nogle lande bruges også felttogshatte eller lignende hovedbeklædning. På uniformerne er der mærker (eller medaljer), såsom den franske lilje, trekløveret og diverse former for fortjenestesmærker. Antallet af mærkerne kan vige meget, alt afhængigt af korpsets traditioner.
I 2007 var der tilsammen over 38 millioner drenge- og pigespejdere i 216 lande, hovedsageligt under korps, der er medlem af World Organisation of the Scout Movement (WOSM), for både drengespejdere og fælleskønnede korps, og World Association of Girl Guides and Girl Scouts (WAGGGS), der mest er for piger, men også accepterer korps for begge køn.

## Historie

### Oprindelse
Som en militær officer, var Baden-Powell udstationeret i Indien og Afrika i 1880'erne og 1890'erne. Siden sin ungdom havde han været vild med skovkyndighed og miltære spejderfærdigheder, og derfor viste han – som en del af deres træning – sine mænd hvordan de skulle overleve i vildmarken. Han bemærkede at det lærte soldaterne at udvikle selvstændighed, i stedet for bare at følge officerens ordrer. Chefen for spejderne i det amerikanske militær, Frederick Russell Burnham, var kendt for sin indsats for den engelske hær i kolonierne i Afrika samt for at inspirere Baden-Powell til at etablere den internationale spejderbevægelse..
Den anden Matabelekrig blev udkæmpet mellem nybyggerne (i Afrika kaldet settlers) og Matabelefolket (nuværende Ndebelefolk) i det område, der i dag hedder Zimbabwe. Under belejringen af Bulawayo, den største by i området, red de to mænd ofte i Matobo-bakkerne, og det var her at Burnham først introducerede Baden-Powell til indianernes livsstil og teknikker, og lærte ham woodcraft, det man nok bedst kan oversætte til det, vi kender som spejderfærdigheder. Baden-Powell havde allerede skrevet en del om rekognoscering og sporing set fra en militær vinkel, men Burnham lærte ham mange nye aspekter, deriblandt om, hvordan man rejser i vildmarken uden kort og kompas, hvordan man opdager fare ved at iagttage dyrene, og de mange måder man kan finde drikkevand på.
Baden-Powell var så imponeret af Burnhams viden og praktiske kunnen, at han gerne nævnte ham som den mentor, han havde presset al viden ud af. Det var også i denne tid at Baden-Powell begyndte at bære sit senere kendetegn, Stetsons campaign hat, som Burnham brugte. Vi kender den i dag som spejderhatten, men også fra sergenterne i flere dele af USA's militær, samt de rødjakkede betjente i Royal Canadian Mounted Police (RCMP). Begge mænd erkendte at krig som begreb var under stærk forandring og at den britiske hær burde tilpasse sig, så under deres rekognosceringsmissioner diskuterede de koncepterne for et bredt uddannelsesprogram i spejderfærdigheder for de unge soldater, hvor de skulle lære at spore og efterforske, få færdigheder i feltlivet og blive selvhjulpne i vildmarken - alt sammen kundskaber, der ikke var nogen spejder i hele Afrika, der besad bedre end Burnham.
Under den anden boerkrig i Sydafrika, var Baden-Powell belejret i den lille by Mafeking af en meget større Boer hær (belejringen af Mafeking).
Mafeking Kadetkorpset var en gruppe unge mennesker som støttede tropperne ved at bringe beskeder, som befriede mændene for militære pligter og dette lod drengene blive boende under den lange belejring. Kadetkorpset udførte deres opgave godt, ved at hjælpe i forsvaret til byen (1899–1900), og var en af de mange faktorer, der inspirerede Baden-Powell til grundlaget for Spejderbevægelsen. Hver medlem modtog et emblem som forestillede en kombineret kompaspil og et spydhoved. Emblemets logo lignede den franske lilje, som spejderbevægelsen senere tog til sig som det internationale symbol.
I Storbritannien fulgte befolkningen hans kamp for at have Mafeking i aviserne, og da belejringen var brudt, var Baden-Powell blevet en nationalhelt. Dette fremskyndte salget af en lille håndbog han havde skrevet omkring militære spejderfærdigheder, Aids to Scouting.
På sin vej tilbage til England bemærkede han den store interesse for drenge i denne bog, som også var brugt af lærere og ungdomsorganisationer. Han blev af mange forslået at omskrive denne bog, specielt i løbet af en inspektion af Boys' Brigade. Denne brigade var en stor ungdomsbevægelse, gennemboret af militær nøjagtighed. Baden-Powell troede ikke dette ville blive attraktivt og foreslog at den kunne vokse sig meget større hvis spejderfærdigheder blev brugt. Han studerede andre projekter og fandt dele, som han brugte til spejderbevægelsen.
I juli 1906 sendte Ernest Thompson Seton Baden-Powell en kopi af sin bog The Birchbark Roll of the Woodcraft Indians. Seton, en britiskfødt canadier, som boende i USA, mødte Baden-Powell i oktober 1906 og de delte idéer omkring træningsprogrammer for unge. I 1907 skrev Baden-Powell et udkast ved navn Boy Patrols. For at teste sine idéer samlede han samme år 21 drenge med forskellige sociale baggrunde og holdt en ugelang lejr i august på Brownsea Island i Poole havn, Dorset, England. Hans organiserede metode, nu kendt som patruljesystemet og en del af spejdertræningen, tillod drengene at organisere sig selv ind i små grupper med en valgt patruljeleder.
I sin første lærebog for spejdere - Aids to Scouting - beskrev Baden-Powell mange af de erfaringer, han lærte af Burnham, og denne bog blev senere brugt af drenge som en guide i udendørs sjov. I efteråret 1907 tog Baden-Powell på en omfattende tur arrangeret af bogens udgiver, Arthur Pearson, for at promovere sin kommende bog, Scouting for Boys. Han havde ikke kun genskrevet Aids to Scouting, men også udelukket militæraspekterne og omskrevet fremgangsmåderne (hovedsageligt overlevelse) til ikke-militære helte: Folk der sjældent kommer til civilisationen, opdagelsesrejsende (og senere sømænd og piloter). Han tilføj også nyskabende pædagogiske principper (spejdermetoden) som udvidede den tiltrækkende leg til en personlig mental uddannelse. Efter anmodning fra flere ungdomsledere besluttede Baden-Powell at ændre sin spejderlærebog til brug for drenge. Mens Baden-Powell gjorde arbejdet med at finpudse konceptet for drengespejderi, udgive Scouting for Boys og blive grundlægger af den internationale spejderbevægelse, blev Burnham kaldt for bevægelsens 'far'. Scouting for Boys kunne man for første gang se i England, januar 1908, som seks hæfter udgivet hver 14. dag, og blev udgivet i England som bog senere i 1908. Bogen er nu den 4. mest solgte bog, og samtidig den første udgave af Boy Scout Handbook.
På dette tidspunktet tænkte Baden-Powell at projektet ville blive brugt af anerkendte organisationer, især af Boys' Brigades grundlægger, William A. Smith. På grund af populariteten omkring hans personlighed og de eventyrlystne udendørslege han skrev om, dannede drenge spontant spejderpatruljer og oversvømmede Baden-Powell med ønsker om hjælp. Han opmuntrede dem og som spejderbevægelsen blev større, blev søspejder, luftspejder og andre specielle enheder tilføjet til programmet.

### Udbredelse
Drengespejderbevægelsen blev hurtig spredt ud over hele det Britiske Imperium kort efter udgivelsen af Scouting for Boys. Den første anerkendte afdeling oversøisk var privilegeret i Gibraltar i 1908, hurtigt efterfulgt af en afdeling på Malta. Canada blev det første oversøiske herredømme med et godkendt drengespejderprogram, efterfulgt af Australien, New Zealand og Sydafrika. Chile var det første land udenfor det Britiske herredømme til at have et anerkendt spejderprogram. Det første spejderstævne, holdt i 1909 på The Crystal Palace i London, tiltrak 10,000 drenge og en række piger. I 1910 havde Danmark, sammen med Norge, Sverige, Argentina Finland, Frankrig, Tyskland, Grækenland, Indien, Malaya, Mexico, Holland, Rusland og USA, ligeledes drengespejdere.
Programmet startede med kun at fokusere på drenge mellem 11 og 18 år, men som bevægelsen voksede, blev behovet for ledertræning og programmer for yngre og ældre drenge og piger blev tydelig. De første programmer for ulveunger og rover, der ca. er i alderen 11 til 18 år, var på plads sidst i 1910'erne. De arbejde uafhængigt indtil de opnåede officiel anerkendelse i deres landes spejderorganisationer. I USA var der et forsøg på programmer for ulveunger allerede tilbage i 1911, men fik ikke officiel anerkendelse før 1930.
Piger ville være en del af bevægelsen stort set lige da den begyndte. Baden-Powell og hans søster Agnes Baden-Powell præsenterede pigespejderbevægelsen, en tilsvarende bevægelse for piger, i 1910 og Agnes Baden-Powell blev den første præsident for pigespejderne på en anmodning fra de piger, som var med på Crystal Palace stævnet. I 1914 startede hun Rosenknopper – senere omdøbt til Blåmejser – for de yngre piger. Hun stoppede som præsident for pigespejderne i 1920 til fordel for Roberts kone Olave Baden-Powell, som havde betegnelsen overhoved for pigespejderne (for England) siden 1918 og blev overhoved for verdensspejderne i 1930. På det tidspunkt blev det forventet at piger skulle forblive adskilt fra drenge pga. de sociale normer, selv om der fandtes skoler for unge af begge køn. I 1990'erne var to tredjedele af spejderorganisationerne under WOSM for begge køn.
Baden-Powell kunne ikke på egen hånd give råd til alle de grupper, som ønskede hans hjælp. De første tropsleder træningslejre blev derfor holdt i London i 1910 og i Yorkshire i 1911. Baden-Powell ønskede at træningen blev så praktisk som mulig, for også at skabe interessen for andre voksne, til at tage lederskabsroller. Derfor blev woodbadgeforløbet (Gilwellkurser) udviklet for at kunne træne de voksne til lederskabsrollen. Udviklingen af træningen blev udsat af 1. verdenskrig, så det første forløb blev ikke holdt før 1919. Woodbadgemetoden bliver brugt af spejderkorps (både for drenge og piger) i mange lande. Gilwell Park tæt på London blev købt i 1919 på vegne af Spejderkorpset som et sted for voksentræning og spejderlejr. Baden-Powell skrev, foruden bogen Aids to Scoutmastership, der skulle hjælpe spejderledere, andre håndbøger til de nye spejdersektioner, som fx ulveunger og pigespejdere. En af disse var Rovering to Success, skrevet til roverne i 1922. En bred række af ledertræninger findes stadig fra grundlæggende til specifikke emner, deriblandt Gilwell-kurser.

### Indflydelse
Vigtige dele af traditionelle spejderfærdigheder har deres oprindelse i Baden-Powells erfaring fra undervisning og militære træning. Han var en 50-årig afgået general fra hæren, da han grundlagde spejderbevægelsen, og hans revolutionerende idéer inspirerede tusindvis af unge mennesker, fra alle dele af samfundet, til at blive involveret i aktiviteter, de fleste ellers aldrig havde tænkt på at deltage i. Sammenlignelige organisationer i den engelsktalende verden er Boys' Brigade og de ikke-militaristiske Woodcraft Folk; dog kunne de aldrig måle sig med udviklingen og væksten af spejderbevægelsen.
Dele af spejderøvelserne er blevet kritiseret for at være for militaristiske. Militærlignende uniformer, emblemer efter rang, flagceremonier, og hornorkestre var naturligt accepteret tidligere pga. at de var dele af det normale samfund, men er siden da formindsket eller helt afskaffet i både spejdersammenhænge og samfundet.
Lokale indflydelser har også være en stærk del spejderbevægelsen. Ved at indføre og omforme lokale ideologier, blev spejderbevægelsen godkendt i en masse forskellige kulturer. I USA bruger spejderne billeder tegnet ud fra den amerikanske ødemark. Dette indbefatter ikke kun valget af dyreemblemer til ulveunger, men den underliggende formodning er at de oprindelige amerikanere er mere tætte forbundet med naturen og de specielt gode evner de har, til at overleve i ødemarken, kan bruges som en del af træningen. Til sammenligning bruger de britiske spejdere billeder forestillende det indiske subkontinent, fordi dette område var et betydningsfuldt fokus i spejderbevægelsens tidlige år. Baden-Powells personlige oplevelser i Indien førte ham til at tage Rudyard Kiplings Junglebogen op som den vigtigste indflydelse for ulveunger; fx er navnet for en ulveungeleder, Akela, samtidig lederen på ulvekobbelen i bogen.
Navnet "spejder" lader til at være inspireret af den vigtige og romantistiske rolle spillet af militærspejdere der udfører rekognoscering under krige. Faktum er, at Baden-Powell skrev sin originale militære træningsbog, Aids To Scouting, fordi han så et behov for en forbedret træning af britiske spejdere, der melder sig som soldater, især indenfor færdigheder til at tage initiativ, selvstændighed og observation. Bogens popularitet hos unge drenge overraskede ham. Da han gav den nye bog navnet Scouting for Boys, var det naturligt, at bevægelsen tog navnet spejder til sig.

### 100 års jubilæet
I anledningen af at det i 2007 var 100 år siden, at Baden-Powell tog 21 drenge med på lejr til Brownsea Island blev mange både store og små arrangementer, internationalt og nationalt rundt omkring på hele kloden, afholdt. Dette var arrangementer som foregik gennem hele 2007, men de fleste fandt sted omkring sommerferien, som fx Sunrise, der var et arrangement, hvor spejdere hele kloden rundt stod op til solopgangen d. 1. august, ligesom spejderne havde gjort på Brownsea Island 100 år tidligere.
Det største af arrangementerne på verdensplan var den 21. Verdensjamboree, som blev afholdt i Storbritannien, hvor en del af lejren ligeledes var på Brownsea Island. Der deltog over 38.000 spejdere og ledere fra 158 lande og foregik i slutningen af juli og starten af august, hvilket vil sige på omkring samme tidspunkt som den første spejderlejr blev afholdt.
I Danmark blev der også afholdt en række tværkorpslige arrangementer hvoraf det største var Reload07 (med over 10.000 deltagere), som samlede de danske spejdere en weekend i august til en række spejderrelaterede aktiviteter og udstillinger i Roskilde by. Arrangementet blev afsluttet med sceneoptræden på Roskilde Dyrskueplads, hvor der også var mulighed for overnatning.

## Verden rundt

### Verdensorganisationer
Spejderbevægelsen har i dag spredt sig ud over hele kloden og der findes et drenge- og/eller pigespejderkorps i stort set alle lande. Disse er alle selvstændige korps, men arbejder internationalt sammen med mange andre korps, gennem en række organisationer. På verdensplan findes, som de største, paraplyorganisationerne World Association of Girl Guides and Girl Scouts (WAGGGS) (som er pigespejderorganisationen) og World Organisation of the Scout Movement (WOSM) (som er drengespejderorganisationen), der binder spejdere i hele verden sammen i et stort netværk. Begge disse organisationer (hovedsageligt WOSM) har dog også korps med medlemmer af begge køn. WOSM startede tilbage i 1922 som en styrelse af politikken for nationale drengespejderorganisationer. Da WOSM var i rollen som international styrelse, blev verdensjamboreen oprettet og afholdt (omtrent) hvert 4. år.
Ud over WOSM og WAGGGS findes der andre organisationer, som varetager forskellige andre interesser. Dette er bl.a. World Federation of Independent Scouts (WFIS), som er politisk og religiøst uafhængig organisation, oprettet i 1996 og er i dag repræsenteret i 32 lande.

### Drenge og piger i korpsene
Verden rundt er det meget forskelligt, om landene har korps med piger og drenge samlet. Lande som USA har holdt ved, at adskille spejderorganisationer for drenge og piger. I andre lande, især i Europa, er drenge- og pigespejdere sammen, og der er dermed færre organisationer, som dog samtidig også ofte er medlem af både WOSM og WAGGGS. I andre, fx Australien og Storbritannien, er det nationale spejderkorps både for drenge og piger, men er kun medlem af WOSM, mens det nationale spejderkorps for piger er et adskilt korps og medlem af WAGGGS. I Grækenland er det en smule anderledes, da de nationale drenge- og pigespejderkorps har både drenge og piger, men arbejder som to adskilte organisationer. I andre lande, som Slovenien og Spanien, er det noget lig Grækenland, hvor der er adskilte korps for drengespejdere (medlem af WOSM) og pigespejdere (medlem af WAGGGS), men begge korps lukker drenge og piger ind.
WOSM har organisationer repræsenteret i 156 lande, hvoraf 122 kun hører til WOSM og 34 hører til både WOSM of WAGGGS. Af disse 122, som hører til WOSM, har 95 korps for både drenge og piger, mens 20 kun er for drenge. Alle 34 som hører til både WOSM og WAGGGS er åbne for piger og drenge.
WAGGGS har 144 repræsenterede lande og 110 hører kun til WAGGGS. Ud af disse 110, er 17 for både drenge og piger, mens de sidste 93 kun er for piger.

### I Danmark
I Danmark findes seks anerkendte spejderkorps, som alle praktiserer pædagogikken kaldet patruljesystemet, der kort kan beskrives som "unge leder unge", dog tilpasset børnenes alder. De seks spejderkorps i Danmark er Det Danske Spejderkorps (DDS), KFUM-Spejderne, De grønne pigespejdere (tidligere kaldet KFUK spejderne), Danske Baptisters Spejderkorps (DBS), De Gule Spejdere i Danmark og spejderkorpset i den danske folkedel umiddelbart syd for grænsen Dansk Spejderkorps Sydslesvig (DSS). Sidstnævnte hører formelt med under Tyskland som en association, men anerkendes i Danmark som et af de danske korps, da det samtidig er medlem af det danske Fællesråd. De grønne pigespejdere er det eneste korps, som udelukkende består af piger, mens resten har medlemmer af begge køn. Fem af de seks korps er medlem af WAGGGS og/eller WOSM , mens De Gule Spejdere i Danmark i stedet er medlem af WFIS.
Der findes flere mindre korps med udspring i forskellige trosretningers ungdomsarbejde: Metodistkirkens spejdere i Danmark og Missionsforbundets Spejdere, der begge er associerede med KFUM-Spejderne mht. arbejdsstof og repræsentation i WAGGGS og WOSM. Udover dette findes der nogle ganske få og ganske små korps/grupper, der er helt uafhængige. Det er bl.a. Adventistspejderne under syvendedagsadventisterne, og Royal Rangers, der har afsæt i enkelte frikirker, og i Danmark er repræsenteret i kun to spejdergrupper.

## Forkyndelse
Duty to God et af principperne for spejderbevægelsen, men er anvendt på forskellige måder i forskellige lande. Boy Scouts of America (BSA) tager et stærkt standpunkt ved at udelukke ateister. Spejderforbundet i Storbritannien kræver at voksne leder fører forbundets religiøse politik ud i livet hvilket, blandt andre ting, opmuntrede medlemmerne til at høre til samme religiøse gruppe. Scouts Canada definerer stort set pligten til Gud udtrykt som "troskab til spirituelle principper" og overlader det til det individuelle medlem eller leder om de kan følge et spejderløfte som medtager pligten til Gud. I Danmark er nogle af korpsene tilknyttet Folkekirken, f.eks. KFUM, mens andre ikke er tilknyttet nogen bestemt religiøs instans, eksempelvis DDS.

## Andre organisationer
15 år gik mellem den første udgivelse af Scouting for Boys og stiftelsen af den største internationale spejderorganisation, WOSM, og millioner af kopier er blevet solgt på dusiner sprog. På det punkt, var spejderbevægelsen rammen om verdens ungdom, men svær at bevare som den enerådige.
Alternative organisationer startede op efter den originale dannelse af "Boy Patrols". Dette kunne være resultater af grupper, som ikke ønskede at følge de originale spejderidéer, men stadig gerne ville deltage i spejder-lignende aktiviteter. Andre fastholder, at WOSM stadig er meget mere politisk og mindre et ungdomsbasis end Baden-Powell forudså det skulle blive. De tror på, at spejderbevægelsen har fjernet sig fra dets originale hensigt, pga. politiske komplotter der fandt sted ved gamle organisationer, og ønsker at vende tilbage til de første og mest simple metoder.
Der er mindst 520 adskilte nationale eller lokale spejderforeninger verden rundt. De fleste har følt det nødvendigt at lave internationale spejderorganisationer for at sætte standarder for deres færden og for at koordinere aktiviteter mellem foreningerne. Seks internationale spejderorganisationer har 437 af verdens nationale foreninger som medlemmer, og de største to, WOSM og WAGGGS, har 362, hvilket er langt størstedelen af verdens spejdere.
Som eksempler på verdensorganisationer, der ikke har tilknytning til spejderorganisationerne, men som alligevel har spejder-lignende aktiviteter, kan Metodistspejderne, Adventistspejderne og B'nei Akiva nævnes. I Danmark kan FDF nævnes som den største.

## Støtter og protektorer
I Danmark er HKH Prinsesse Benedikte formand for Pigespejdernes Fællesråd og protektor for De Grønne Pigespejdere og Det Danske Spejderkorps, og hun har ofte været æresgæst på landslejre og jamboree'er afholdt i Danmark.
USA's tidligere præsident Franklin Roosevelt var en stærk tilhænger af spejderbevægelsen allerede fra bevægelsens tidlige år, i 1915. Han blev i 1924 præsident for spejderne i New York City og var medvirkende til opbygningen af Ten Mile River Boy Scout Camp. I 1930 blev han tildelt Silver Buffalo Award, der er den højeste udmærkelse til voksne, for fremragende støtte til ungdommen på nationalt niveau. Senere, under hans præsidentperiode, blev Roosevelt æresmedlem af spejderne, og han deltog på den første nationale jamboree, der blev afholdt i Washington D.C. i 1937.

## Diverse
I flere spejderkorps er "rover" eller "ranger" betegnelse for en ældre spejder. Disse betegnelser er internationale, og bruges over det meste af verden. Rover er primært brugt i organisationer tilknyttet WOSM og ranger primær i WAGGGS organisationer.

### Oprøret i Libyen 2011
Under oprøret i Libyen 2011 oplevede landet et massivt sammenbrud af offentlige tjenester, herunder også sundhedsarbejde; visse steder i landet samledes tusinder af spejdere for at yde den hjælp, staten normalt havde taget sig af, indtil en ny regering igen kunne overtage opgaven.